# Chroicocephalus cirrocephalus

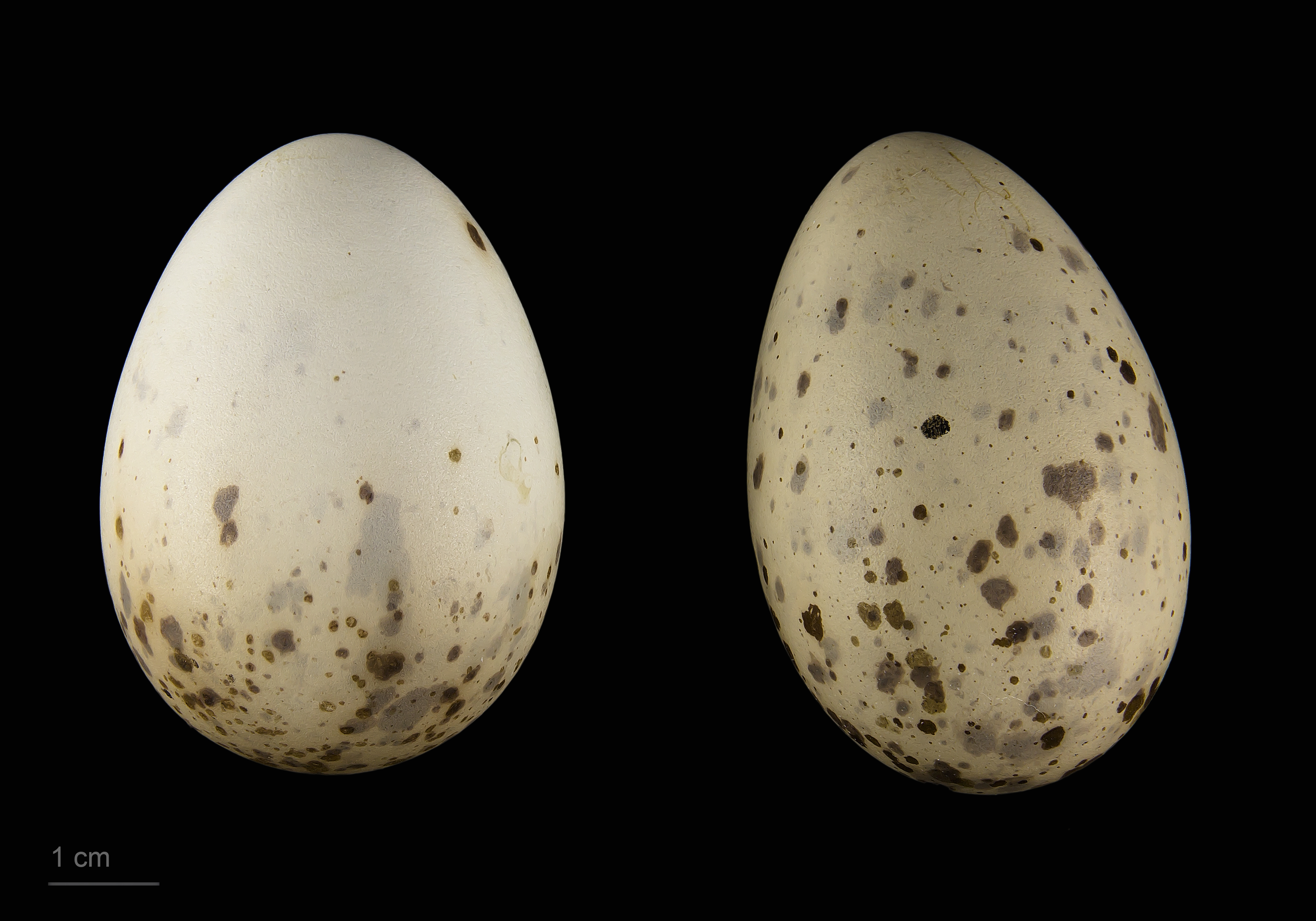
Chroicocephalus cirrocephalus - MHNT

La gaviota cabecigrís' (Chroicocephalus cirrocephalus), también conocida como gaviota de cabeza gris, gaviota de capucho gris o gaviota capucho gris, es una especie de ave caradriforme de la familia Laridae que vive en África y Sudamérica.

## Distribución
Es nativa de las zonas costeras, lagos interiores y ríos de África subsahariana, Madagascar y América del Sur, donde se encuentra tanto en Ecuador y Perú como en las costas de Argentina, Uruguay y Brasil y en el interior del continente en Paraguay y el norte de Argentina. Se les ha encontrado sin embargo vagando en Centroamérica, Norteamérica, España y otros lugares. Se registra en la desembucadura del río Lluta, en el norte de Chile.

## Descripción
La gaviota cabecigrís mide entre 38 y 44 cm de longitud. Los adultos presentan la cabeza y el dorso gris; la nuca, el pecho y las partes inferiores blancas; el gris de la cabeza y el blanco separados por una línea de tonalidad gris más oscura. A veces muestra el blanco de las zonas inferiores con un tinte rosado. Tiene las primarias negras con la zona basal blanca. Su pico y patas son rojos oscuros. Sus ojos son blancuzcos con un anillo periocular rojo. Fuera de la época reproductiva el gris de la cabeza es más claro y reducid. Los juveniles presentan en el dorso tonos más de color más marrón que gris.

## Alimentación
Se alimenta de peces, crustáceos, moluscos y otros animales acuáticos que pesca vivos o atrapa cuando han muerto y además, caza insectos en vuelo.

## Reproducción
Nidifica en colonias con varios nidos a pocos metros unos de otros, sobre el suelo entre la vegetación rastrera. La hembra pone entre dos y cuatro huevos.